# Сауд ібн Абдул-Азіз
Сауд ібн Абдул-Азіз (араб. سعود الثاني الكبير بن عبد العزيز بن محمد بن سعود; нар. 1748 — 1814) — 3-й дірійський емір в 1803—1814 роках. Відомий також як Сауд I аль-Кабір (Великий).

## Життєпис

### Спадкоємець
Походив з династії Саудитів. Син еміра Абдул-Азіза I. Народився 1748 року в м. Ед-Дірійя. З 1760 років брав активну участь у походах батька. 1788 року за підтримки релігійного лідера ваххабітів Мухаммеда ібн Абд аль-Ваххаба був оголошений спадкоємцем й населення емірату було приведено йому до присяги.
З 1792 року очолив військо Дірійського емірату, почавши війну з Халідським еміратом за регіон Хаса. Вона тривала до 1795 року, коли Халідиди були розгромлені, а їх володіння приєднано до земель Саудитів. Всі мавзолеї та інші святині шиїтів Ель-Хаси були зруйновані, у всі оази були послані ваххабітські улеми. Це призвело 1796 року до конфлікту з багдадським пашою Буюк Сулейманом, оскільки Хаса номінально вважалася частиною Османської імперії. На бік останнього перейшов кувейтський емір Абдаллах I ас-Сабах. Того ж року повстав Барак ібн Абд аль-Мухсін з клану Бану-Халід, але Сауд швидко переміг його. Спроба Саудитів захопити місто Кувейт у 1797 році зазнала невдачі. Того ж року завдав нової поразки Бану-Халід, що об'єдналося з арабським племенем мунтафік з еялету Басра.
Водночас у травні 1795 року дірійські війська під проводом Сауда взяли в облогу велике місто Турабу, що було ключем до Хіджазу. Взимку 1795/1796 років він вщент розбив військо шаріфа Галіба ібн Масада, що вторглося в Неджд, захопивши 30 тисяч верблюдів і 200 тисяч овець. 1797 року підкорив могутнє плем'я атайбу, яке раніше платило данину шаріфату.
У 1798—1800 роках Сауд ібн Абдул-Азіз успішно воював проти султанату Маскат, якого змусив визнати зверхність Дірійського емірату. У квітні 1803 року захопив Мекку, звідки втік до Джидди шарі Галіб ібн Масад. За наказом Сауда тут було зруйновано усі мавзолеї святих та будівлі, архітектура яких не відповідала догматам ваххабізму. Жителям було заборонено молитися за султана, носити шовковий одяг, публічно палити тютюн. 1 листопада того ж року батька було вбито османським найманцем, після чого Сауд перебрав владу в еміраті.

### Емір
Він знову прийняв присягу у населення. У 1803 році Сауд пограбував околиці Басри та Ез-Зубайра. Втім шаріф Галіб ібн Масад зумів відвоювати Мекку і Хіджаз. 1804 року Сауд відновив з ним війну, але вимушений був спочатку приборкувати повстання племені зафір. У 1805 році союзні Сауду асирці завдали поразки шарифу Галібу, а взимку 1805/1806 років Сауд блокував Мекку. Через голод, що почався, шаріф швидко здав місто і підкорився Сауду. Водночас емірське військо зайняло Медіну та Янбо. З Мекки та Медини було вигнано османських чиновників. Хіджаз був приєднаний до Дірійського емірату. У шарифа Мекки залишилися посада і певна влада над навколишніми землями. Сауд щороку робив хадж із військом. Втім почав чинити перешкоди прочанам з Османської імперії: від них вимагали дотримання догм ваххабізму і стягували чималу винагороду, але і при дотриманні всіх умов пробитися в Мекку було майже неможливо. Надіслав листа османському султану Селіму III, закликавши його слідувати ваххабізму. 1805 року встановлено владу над оазою Аль-Касімі та остаточно приєднав оазу Бураймі.
1806 року намагався захопити іракські міста Неджеф, Ес-Самаву і Ез-Зубайр, але марно. 1807 року наказав турецьким мешканцям Мекки залишити місто. Того ж року атакував Багдад, але 50-тисячна дірійська армія зазнала поразки від Кучук Сулейман-паши.  Останній у відповідь уклав союз з Єгиптом. 1808 року емір Сауд підійшов до Кербели, але місто на той час добре зміцнив Кучук Сулейман-паша.  Набіги ваххабітів на Ірак тривали до 1810 року, але загалом крім розграбування невеличких селищ і околиць нічого не принесли. Так само малорезультативними були походи на Сирію.
У 1809 році Саїд бін Султан, султан Маскату, за підтримки британців, повстав проти Сауда. Боротьба тривала до 1813 року, коли зазнав поразки і загинув Мутлак аль-Мутайрі, який командував дірійськими військами в Омані. За цим Сауд відкликав свої війська з Оману. Водночас 1809 року вимушений втрутитися у боротьбу між шейхами Асіру, яких приборкав й встановив більш міцну владу над цим регіоном. Після цього вдерся до Ємену.

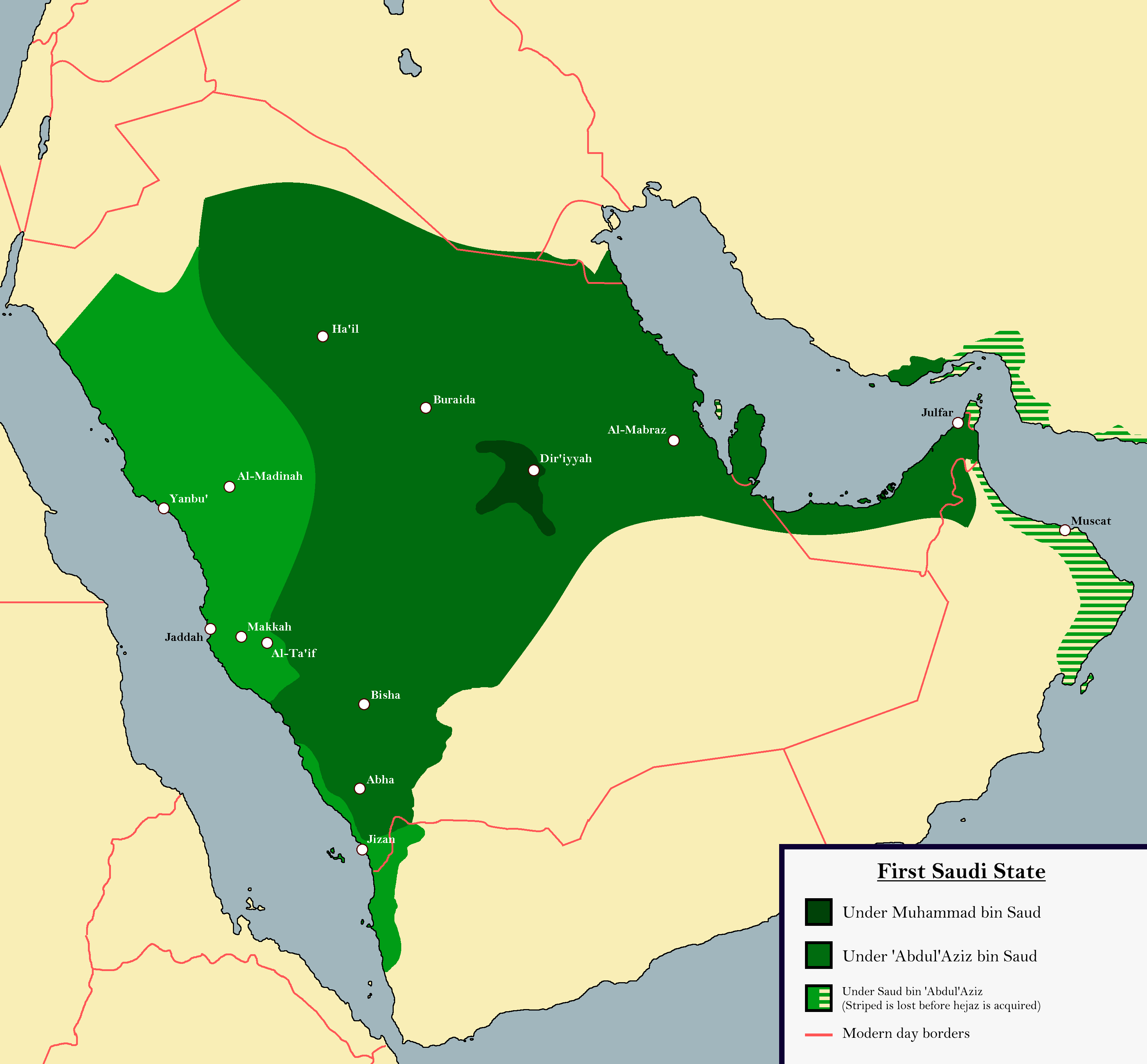
Володіння приєднані до Дірійського емірату за Сауда (позначено світло-зеленим кольором)

На 1810 рік під владою Сауда був майже весь Аравійський півострів, данину платили шейхи Ємену та Хадрамаута. Загальна кількість підданих еміра досягла 2,4 млн осіб. Зменшення прибутків від грабунків призвело до необхідності впровадження податків для усіх бедуїнів, зокрема закята.
Разом з тим декілька років тривала посуха, що призвело до голоду. 1810 року вирувала епідемія холери. Водночас сини Туркі, Насир та Саад, незадоволені утриманням, який виділяв їм батько, з невеликим загоном вирушили у набіг на Оман. Сауд вивів звідти основні війська, позбавивши синів підтримки, і ті залишилися в Ель-Хасі.
У серпні 1811 року єгипетські війська на чолі із Мухаммедом Алі вдерлися до Хіджазу. У жовтні єгиптяни захопили Янбо та рушили на Медину. У грудні того ж року Сауд в битві в у гірському проході біля вади Ес-Сафра завдав поразки супротивникові, але не наважився штурмувати Янбо. Мухаммед Алі підкупив шейхів кочових племен джухайна і харб, завдяки чому восени 1812 року єгипетські війська під командуванням Тусуна знову рушили до Медини, не зустрічаючи опору. Після артобстрілу місто було взято, а через 3 тижні здався ваххабітська залога здала цитадель.
У січні 1813 року єгиптяни без бою взяли Джидду, а незабаром Мекку та Ет-Таїф. Сауд у відповідь зробив кілька набігів, які не принесли особливих результатів. Мухаммед Алі міцно встановив владу в Хіджазі. Сауд готувався до продовження війни, але раптово помер 1814 року. Йому спадкував син Абдуллах.

## Характеристика
Сауд відійшов від основ ваххабізму: від простоти перейшов до розкошів, які дуже полюбляв. Кожна з його 4 дружин мала свою кімнату у палаці та служниць. Дружини одягалися в індійські шовки, носили багаті прикраси з коштовним камінням. Палац його був багато прикрашений золотом і перлами; спеціально навчені кухарі готували йому найвишуканіші страви. Володів табун породистих коней у 600 голів. Трохи менші табуни мали сини. Щодня емір приймав до 500 гостей, яких, звичайно, треба було пригощати.